# 안토니우 코스타
안토니우 루이스 산투스 다 코스타(포르투갈어: António Luís Santos da Costa, 1961년 7월 17일~)는 포르투갈의 변호사이자 정치인으로, 2015년부터 2024년까지 제73대 포르투갈의 총리를 역임했으며, 2024년부터 제4대 유럽 연합 정상회의 상임의장을 역임하고 있다. 코스타는 영국의 리시 수낵, 아일랜드의 리오 버라드커와 더불어 유럽 국가에서 몇 안되는 인도계 유럽인 출신의 총리이다. 이전에는 1995년부터 1997년까지 국무장관, 1997년부터 1999년까지 국회부 장관, 1999년부터 2002년까지 법무부 장관, 2005년부터 2007년까지 내무부 장관, 2007년부터 2015년까지 리스본 시장을 역임했다. 그는 2014년 9월 사회당 사무총장으로 선출되었다.

## 어린 시절 및 교육
코스타는 1961년 리스본의 상 세바스티앙 다 페드레이라에서 작가 올란도 다 코스타와 언론인 마리아 안토니아 팔라의 아들로 태어났다. 올랜도 다 코스타는 포르투갈인과 고아주 포르투갈인의 혼혈이었고, 그의 아버지는 모잠비크 마푸투에서 고아주 가족 사이에서 태어났다. 고아주에서 코스타는 콘칸어로 사랑하는 젊은이를 의미하는 단어인 바부시(Babush)로 다정하게 알려져 있다.
코스타는 정치에 입문한 1980년대에 리스본 대학교 법학부를 졸업하고 시의회의 사회당 의원으로 선출되었다. 그는 1987년에 군복무를 마치고 1988년부터 잠시 법률을 연습한 후 풀타임으로 정계에 입문했다.

## 정치 경력
사회당 정부에서 코스타의 첫 역할은 1997년부터 1999년까지 안토니우 구테흐스 총리 아래에서 의회 사무 장관이었다. 그는 1999년부터 2002년까지 법무부 장관이었다.
코스타는 2004년 유럽 선거에서 최고 후보 안토니우 데 소자 프랑코의 극적인 사망 이후 유럽 사회당(PES)의 의원이었다. 2004년 7월 20일, 그는 유럽 의회의 14명의 부의장 중 한 명으로 선출되었다. 그는 또한 시민의 자유, 정의, 내무 위원회에서 활동했다.
2005년 3월 11일 코스타는 2005년 총선에 이어 조제 소크라트스 정부의 국가 및 행정부 장관이 되기 위해 유럽의 회 의원직을 사임했다.

### 리스본 시장
안토니우 코스타는 2007년 5월 포르투갈의 수도 리스본의 지방 자치체 후보가 되기 위해 모든 관직을 사임했다. 그는 2007년 7월 15일에 리스본 시장으로 선출되었고 2009년과 2013년에 각각 더 큰 다수로 재선되었다. 2015년 10월 총선을 위한 선거운동을 준비하기 위해 이미 사회당 사무총장과 총리 후보로 있던 2015년 4월 시장직을 사임했다.

## 총리직
2015년 10월 4일, 2011년부터 포르투갈을 통치해온 보수 성향의 포르투갈 아헤드 연합이 38.6%의 득표율로 1위를 차지했고, 사회당(PS)이 32.3%로 2위를 차지했다. 페드루 파수스 코엘류는 다음 날 총리로 다시 임명되었지만 안토니우 코스타는 좌파의 다른 정당들 (좌파연합, 포르투갈 공산당, 생태당 "녹색")과 동맹을 맺었고, 이들은 모두 의회에서 다수를 차지했고, 그리고 11월 10일 정부를 무너뜨렸다. (사람-동물-자연도 좌파 동맹이 제시한 거부 운동에 찬성했다). 보수적인 정부를 무너뜨린 후, 코스타는 11월 24일 아니발 카바쿠 실바 대통령에 의해 포르투갈의 새 총리로 선택되었고 11월 26일 취임했다.